# Afroxyrrhepes obscuripes
Afroxyrrhepes obscuripes är en insektsart som beskrevs av Boris Petrovich Uvarov 1943. Afroxyrrhepes obscuripes ingår i släktet Afroxyrrhepes och familjen gräshoppor. Inga underarter finns listade i Catalogue of Life.